# Discografia di Tony Bennett
La discografia di Tony Bennett è composta da 103 album, di cui 60 in studio, 12 dal vivo e 31 compilation.

## Album in studio
| Anno | Titolo                                                         | Etichetta                                         | Formato                   | Ristampa            | Note                                                    |
| ---- | -------------------------------------------------------------- | ------------------------------------------------- | ------------------------- | ------------------- | ------------------------------------------------------- |
| 1952 | Because of You                                                 | Columbia Records                                  | LP                        | -                   | -                                                       |
| 1955 | Cloud 7                                                        | Columbia Records                                  | LP                        | 2006                |                                                         |
| 1955 | Alone at Last with Tony Bennett                                | Columbia Records                                  | LP                        |                     |                                                         |
| 1957 | Tony                                                           | Columbia Records                                  | LP                        |                     |                                                         |
| 1957 | The Beat of My Heart                                           | Columbia Records                                  | LP                        | 2006                |                                                         |
| 1958 | Long Ago and Far Away                                          | Columbia Records                                  | LP                        |                     |                                                         |
| 1959 | In Person!                                                     | Columbia Records                                  | LP                        |                     | Count Basie and his Orchestra                           |
| 1959 | Strike up the band                                             | Columbia Records                                  | LP                        |                     | Count Basie and his Orchestra                           |
| 1959 | Hometown, My Town                                              | Columbia Records                                  | LP                        |                     |                                                         |
| 1960 | To My Wonderful One                                            | Columbia Records                                  | LP                        |                     |                                                         |
| 1961 | Tony Sings for Two                                             | Columbia Records                                  | LP                        |                     |                                                         |
| 1961 | My Heart Sings                                                 | Columbia Records                                  | LP                        |                     |                                                         |
| 1961 | Alone together                                                 | Columbia Records                                  | LP                        |                     |                                                         |
| 1961 | Sings a string of Harold Arlen                                 | Columbia Records                                  | LP                        |                     |                                                         |
| 1961 | My heart sings                                                 | Columbia Records                                  | LP                        |                     |                                                         |
| 1962 | I Left My Heart in San Francisco                               | Columbia Records                                  | LP                        |                     |                                                         |
| 1963 | I Wanna Be Around                                              | Columbia Records                                  | LP                        | 1995                |                                                         |
| 1963 | This Is All I Ask                                              | Columbia Records                                  | LP                        |                     |                                                         |
| 1964 | The Many Moods of Tony                                         | Columbia Records                                  | LP                        |                     |                                                         |
| 1964 | When Lights Are Low                                            | Columbia Records                                  | LP                        | 2006                |                                                         |
| 1964 | Who Can I Turn To?                                             | Columbia Records                                  | LP                        | 1995                |                                                         |
| 1965 | If I Ruled the World                                           | Columbia Records                                  | LP                        | 2006                |                                                         |
| 1966 | The Movie Song Album                                           | Columbia Records                                  | LP                        | 2006                |                                                         |
| 1966 | A Time for Love                                                | Columbia Records                                  | LP                        |                     |                                                         |
| 1967 | Tony Makes It Happen                                           | Columbia Records                                  | LP                        |                     |                                                         |
| 1967 | For Once In My Life                                            | Columbia Records                                  | LP                        |                     |                                                         |
| 1968 | Yesterday I Heard the Rain                                     | Columbia Records                                  | LP                        |                     |                                                         |
| 1968 | Snowfall: The Tony Bennett Christmas Album                     | Columbia Records                                  | LP                        | 1995                |                                                         |
| 1969 | I've Gotta Be Me                                               | Columbia Records                                  | LP                        |                     |                                                         |
| 1970 | Tony Sings the Great Hits of Today!                            | Columbia Records                                  | LP                        |                     |                                                         |
| 1970 | Tony Bennett's Something                                       | Columbia Records                                  | LP                        | 1995                |                                                         |
| 1971 | Love Story                                                     | Columbia Records                                  | LP                        |                     |                                                         |
| 1971 | The Summer of '42                                              | Columbia Records                                  | LP                        |                     |                                                         |
| 1972 | With Love                                                      | Columbia Records                                  | LP                        |                     |                                                         |
| 1972 | The Good Things in Life                                        | MGM, Verve                                        | LP                        |                     |                                                         |
| 1973 | Listen Easy                                                    | MGM, Verve Records, Philips                       | LP                        |                     |                                                         |
| 1972 | Life Is Beautiful                                              | Improv Records                                    | LP                        |                     |                                                         |
| 1973 | Tony Bennett Sings 10 Rodgers and Hart Songs                   | Improv Records                                    | LP                        | 2003 Concord Record |                                                         |
| 1973 | Tony Bennett Sings More Great Rodgers and Hart                 | Improv Records                                    | LP                        |                     |                                                         |
| 1975 | The Tony Bennett/Bill Evans Album                              | Fantasy                                           | LP                        |                     |                                                         |
| 1973 | Together Again (Tony Bennett e Bill Evans)                     | Improv Records                                    | LP                        |                     |                                                         |
| 1986 | The Art of Excellence                                          | Columbia Records                                  | LP CD MC                  | 2006                |                                                         |
| 1987 | Bennett / Berlin                                               | Columbia Records                                  | LP CD MC                  |                     |                                                         |
| 1990 | Astoria: Portrait of the Artist                                | Columbia Records                                  | LP CD MC                  |                     |                                                         |
| 1992 | Perfectly Frank                                                | Columbia Records                                  | LP CD MC                  |                     | Grammy Award miglior album vocale pop tradizionale 1993 |
| 1993 | Steppin' Out                                                   | Columbia Records                                  | LP CD MC                  |                     | Grammy Award 1994                                       |
| 1995 | Here's to the Ladies                                           | Columbia Records                                  | LP CD MC                  |                     | Grammy Award 1997                                       |
| 1997 | Tony Bennett on Holiday                                        | Columbia Records                                  | LP CD MC                  |                     | Grammy Award 1998                                       |
| 1998 | Tony Bennett: The Playground                                   | Sony                                              | LP CD MC                  |                     |                                                         |
| 1999 | Bennett Sings Ellington: Hot & Cool                            | Columbia Records, RPM Records                     | LP CD MC                  |                     | Grammy Award 2000                                       |
| 2001 | Playing with My Friends: Bennett Sings the Blues               | Columbia Records, RPM Records                     | LP CD MC digital download |                     | Grammy Award 2003                                       |
| 2001 | Playing with My Friends: Bennett Sings the Blues               | Columbia Records, RPM Records                     | LP CD MC digital download |                     | Grammy Award 2003                                       |
| 2002 | A Wonderful World (Tony Bennett & k.d. lang)                   | Columbia Records, RPM Records                     | LP CD MC digital download |                     | Grammy Award 2004                                       |
| 2004 | The Art of Romance                                             | Columbia Records, RPM Records                     | LP CD MC digital download |                     | Grammy Award 2006                                       |
| 2006 | Duets: An American Classic                                     | Columbia Records, RPM Records                     | LP CD MC digital download |                     |                                                         |
| 2008 | A Swingin' Christmas                                           | Columbia Records, RPM Records                     | LP CD MC digital download |                     | Count Basie Big Band                                    |
| 2011 | Duets II                                                       | Columbia Records, RPM Records                     | LP CD MC digital download |                     | Grammy Award 2012                                       |
| 2014 | Cheek to Cheek (con Lady Gaga)                                 | Columbia Records, Interscope                      | LP CD MC digital download |                     | Grammy Award 2015                                       |
| 2015 | The Silver Lining: The Songs Of Jerome Kern (con Bill Charlap) | Columbia Records, Sony Music, Music Entertainment | LP CD MC digital download |                     | Grammy Award 2016                                       |
| 2018 | Love is here to stay (con Diana Krall)                         | Verve Records                                     | LP CD MC digital download |                     |                                                         |
| 2021 | Love for Sale (con Lady Gaga)                                  | Columbia Records                                  | LP CD MC digital download |                     |                                                         |

## Raccolte
| Anno | Titolo                                                    | Etichetta                           | Formato             |
| ---- | --------------------------------------------------------- | ----------------------------------- | ------------------- |
| 1958 | Blue Velvet                                               | Columbia Records                    | LP                  |
| 1958 | Tony Bennett's Greatest Hits                              | Columbia Records                    | LP                  |
| 1960 | More Of Tony's Greatest Hits                              | Columbia Records                    | LP                  |
| 1962 | Mr. Broadway: Tony Bennett's Greatest Broadway Hits       | Columbia Records                    | LP                  |
| 1965 | Tony Bennett's Greatest Hits, Vol. III                    | Columbia Records                    | LP                  |
| 1966 | A String of Hits                                          | Columbia Records                    | LP                  |
| 1969 | Tony Bennett's Greatest Hits, Vol. IV                     | Columbia Records                    | LP                  |
| 1969 | Love Story: 20 All-Time Great Recordings                  | Columbia Records                    | LP                  |
| 1970 | Tony Bennett Sings His All-Time Hall of Fame Hits         | Columbia Records                    | LP                  |
| 1972 | Tony Bennett's All-Time Greatest Hits                     | Columbia Records                    | LP                  |
| 1973 | Sunrise, Sunset                                           | Columbia Records                    | LP                  |
| 1977 | The very best of Tony Bennett: 20 Greatest Hits           | Warwick                             | LP MC CD            |
| 1986 | 16 Most requested Song                                    | Columbia Records                    | CD                  |
| 1987 | Jazz                                                      | Columbia Records                    | LP MC CD            |
| 1991 | Forty Years: The Artistry of Tony Bennett                 | Columbia Records                    | MC CD               |
| 1998 | The Essential Tony Bennett a retrospective                | Columbia Records                    | CD                  |
| 2000 | The Ultimate Tony Bennett                                 | Columbia Records                    | CD digital download |
| 2002 | The Essential Tony Bennett                                | Columbia Records, Legacy Recordings | CD digital download |
| 2004 | Fifty Years: The Artistry of Tony Bennett                 | Columbia Records, Legacy Recordings | CD digital download |
| 2005 | Tony Bennett: Take My Hand                                | Living Era                          | CD digital download |
| 2006 | Tony Bennett Sings for Lovers                             | Concord Record                      | CD digital download |
| 2006 | Tony Bennett's Greatest Hits of the '60s                  | Columbia Records                    | CD digital download |
| 2006 | Tony Bennett: Through the Years                           | Starbucks                           | CD digital download |
| 2006 | The Classic Collection                                    | Columbia Records                    | CD digital download |
| 2007 | Tony Bennett Sings the Ultimate American Songbook, Vol. 1 | Columbia Records                    | CD digital download |
| 2007 | Tony Bennett                                              | Madacy                              | CD                  |
| 2009 | The complete Tony Bennett / Bill Evans recording          | Fantasy records                     | CD digital download |
| 2011 | The Classic Christmas Album                               | Columbia Records                    | CD digital download |
| 2012 | Duets & Duets II                                          | Columbia Records                    | CD digital download |
| 2012 | Isn't It Romantic?                                        | Concord records                     | CD digital download |
| 2013 | As Time Goes By: Great American Songbook Classics         | Concord records                     | CD digital download |

## Album dal vivo
| Anno | Titolo                                                               | Etichetta        | Formato             | Note                                                       |
| ---- | -------------------------------------------------------------------- | ---------------- | ------------------- | ---------------------------------------------------------- |
| 1958 | Latin Casinò Philadelphia's Count Basie Orchestra                    | Columbia Records | LP                  |                                                            |
| 1962 | Tony Bennett at Carnegie Hall                                        | Columbia Records | LP                  | ristampa 1997                                              |
| 1971 | Get Happy with the London Philharmonic Orchestra                     | Columbia Records | LP                  |                                                            |
| 1977 | Tony Bennett with the McPartlands and Friends Make Magnificent Music | Columbia Records | LP                  |                                                            |
| 1994 | MTV Unplugged: Tony Bennett                                          | Columbia Records | LP CD MC            | Grammy Award 1995                                          |
| 2001 | Christmas in Vienna VII                                              | Sony             | CD digital download | con Charlotte Church Plácido Domingo e Vanessa L. Williams |
| 2006 | That San Francisco Sun                                               | Musicom          | digital download    |                                                            |
| 2011 | Tony Bennett Live                                                    | Columbia Records | CD                  |                                                            |
| 2013 | The White House Sessions - Live 1962 whith Dave Brubeck              | Columbia Records | CD                  |                                                            |
| 2013 | Live At The Sahara: Las Vegas, 1964                                  | Columbia Records | CD                  |                                                            |
| 2014 | Tony Bennett and Lady Gaga: Cheek to Cheek Live!                     | Columbia Records | DVD                 |                                                            |
| 2016 | Tony Bennett Celebrates 90                                           | Columbia Records | CD                  | 16/12/2016 Jazz                                            |

## Video
| Anno | Titolo                            | Etichetta        | Formato     |
| ---- | --------------------------------- | ---------------- | ----------- |
| 1994 | MTV Unplugged: Tony Bennett       | Columbia Records | VHS         |
| 2006 | Tony Bennett: An American Classic | Columbia Records | DVD Blu-ray |
| 2012 | Duets II: The Great Performance   | Columbia Records | DVD Blu-ray |

## Singoli
- 1950 - The Boulevard of Broken Dreams
- 1951 - Because of You
- 1951 - Cold, Cold Heart
- 1951 - Blue Velvet
- 1953 - Rags to Riches con Percy Faith
- 1953 - Stranger In Paradise
- 1954 - There'll Be No Teardrops Tonight
- 1954 - Cinnamon Sinner - Ottava posizione negli Stati Uniti
- 1956 - Can You Find It in Your Heart
- 1956 - From the Candy Store on the Corner to the Chapel on the Hill
- 1956 - Happiness Street (Corner Sunshine Square)
- 1956 - Just in Time
- 1956 - The Autumn Waltz
- 1957 - In the Middle of an Island
- 1957 - Ca, C'est L'amour
- 1957 - I Am
- 1958 - Young and Warm and Wonderful
- 1958 - Firefly
- 1959 - Smile
- 1960 - Climb Ev'ry Mountain
- 1962 - I Left My Heart in San Francisco
- 1963 - I Wanna Be Around
- 1963 - The Good Life
- 1963 - I Will Live My Life for You
- 1963 - Spring in Manhattan
- 1963 - This Is All I Ask
- 1964 - When Joanna Loved Me
- 1964 - Who Can I Turn To (When Nobody Needs Me)
- 1964 - A Taste of Honey
- 1965 - If I Ruled the World
- 1965 - Fly Me to the Moon (In Other Words)
- 1965 - The Shadow of Your Smile
- 1966 - A Time for Love
- 1967 - For Once in My Life
- 2011 - Body and Soul ft. Amy Winehouse
- 2011 - The Lady Is a Tramp ft. Lady Gaga
- 2014 - Anything Goes ft. Lady Gaga
- 2014 - I Can't Give You Anything But Love ft. Lady Gaga